# 도디 클라크
도디 클라크(Dodie Clark, 1995년 4월 11일 ~ )는 잉글랜드의 유튜버, 싱어송라이터이다.

## 음반 목록

### 정규 음반
- Build a Problem (2021)

### EP
- Intertwined (2016)
- You (2017)
- Human (2019)